# Eustala andina
Eustala andina là một loài nhện trong họ Araneidae.
Loài này thuộc chi Eustala. Eustala andina được Ralph Vary Chamberlin miêu tả năm 1916.